# ليون بيري (لاعب كرة قدم أمريكية)
ليون بيري (بالإنجليزية: Leon Perry)‏ هو لاعب كرة قدم أمريكية أمريكي، ولد في 14 أغسطس 1957 في غلوستر في الولايات المتحدة.

## وصلات خارجية
- ليون بيري على موقع مرجع كرة القدم المحترفة.كوم (الإنجليزية)